# Die Hirtenflöte (Tschechow)

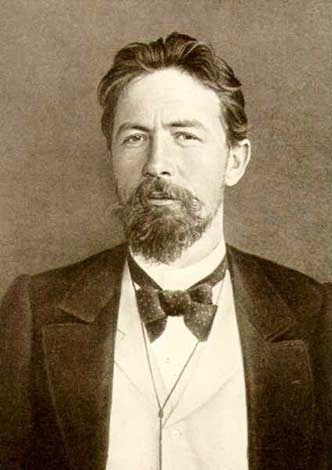
Anton Tschechow

Die Hirtenflöte (russisch Свирель, Swirel) ist eine Kurzgeschichte des russischen Schriftstellers Anton Tschechow, die am 29. August 1887 in der Sankt Petersburger Tageszeitung Nowoje wremja erschien.
Der Autor klagt: Nach der Abschaffung der Leibeigenschaft geht es in Russland nicht auf-, sondern weiter abwärts.

## Überblick
Die Gegend um Kurgassowo am Ufer der Pestschanka: Jene Klage wird erstens durch düstere Flötentöne angestimmt, die Meliton Schischkin, der Aufseher vom Dementjewschen Gut, vernimmt, als er sich mit Gewehr und Hund durchs Dickicht geschlagen hat. Der Musikant ist der alte Hirte Luka, der in Schischkin Beklemmung erzeugt, indem er die Töne nicht zur Melodie fügt. Zweitens wird das Dezimieren oder gar Aussterben einiger Tiere und Pflanzen am Ort der Handlung im Gespräch während der Begegnung der beiden Männer angemahnt und bedauert. Drittens zieht Schischkin ein Resümee, das aufhorchen lässt: „Mißernten, Armut … Seuchen, Krankheiten … Die Not läßt einen gar nicht aufatmen.“ Erwartet der Leser doch solche Gesellschaftskritik nicht aus dem Munde eines Erfüllungsgehilfen des Gutsherren Dementjew.
Die drei aufgeführten Konstruktionselemente des Textes bereiten die Pointe vor: Nicht einmal der Aufseher, ein verheirateter Familienvater, kann von seinem Monatsgehalt sorgenfrei leben. Welche Not müssen dann erst die Untergebenen Schischkins leiden!

## Deutschsprachige Ausgaben
Verwendete Ausgabe:
- Die Hirtenflöte, S. 87–95 in Anton Tschechow: Das Glück und andere Erzählungen. Aus dem Russischen übertragen von Alexander Eliasberg. 187 Seiten. Wilhelm Goldmann Verlag, München 1962, Goldmanns gelbe Taschenbücher, Bd. 868